# 黑耳蛙
黑耳蛙（学名：Rana varians）为赤蛙科赤蛙屬的两栖动物。在中国大陆，分布于广西、云南、广东、海南等地。该物种的模式产地在菲律宾。